# (300082) Moyocoanno
(300082) Moyocoanno es un asteroide perteneciente al cinturón de asteroides, descubierto el 26 de octubre de 2006 por el astrónomo japonés Y. Fujita desde el Observatorio de Kumakōgen (Japón).

## Designación y nombre
Designado provisionalmente como 2006 US217. Fue nombrado en homenaje a la mangaka y escritora japonesa Moyoco Anno.